# Polar (Wisconsin)
Polar – miasto w Stanach Zjednoczonych, w stanie Wisconsin, w hrabstwie Langlade.